# بلاتسبورغ ، نيويورك
بلاتسبورغ، نيويورك هي بلدة أمريكية، في الولايات المتحدة، تقع في مقاطعة كلينتون، نيويورك، بلغ عدد سكانها 11,870 نسمة وذلك حسب إحصائيات سنة 2010، تبلغ مساحتها 176.7 كيلومتر مربع.